# Mike Vejar
Michael Vejar (25 de junio de 1943, Los Ángeles, California) es un director de televisión con una dilatada carrera a sus espaldas que cuenta con multitud de créditos en títulos de culto que van desde Magnum hasta La Zona Muerta pasando por Babylon 5, las cuatro series modernas de Star Trek o el último episodio de la serie McGyver.